# Châu Ngọc Quang
Châu Ngọc Quang (Quảng Nam, Vietnam; 1 de febrero de 1996) es un futbolista de Vietnam que juega en las posiciones de extremo y mediapunta con el Ninh Binh FC de la V.League 1 desde el año 2025.

## Carrera

### Club
| Periodo   | Club                    |
| --------- | ----------------------- |
| 2016–2025 | Hoàng Anh Gia Lai       |
| 2016      | → Đắk Lắk FC (cedido)   |
| 2018      | → Viettel FC (cedido)   |
| 2022      | → Hải Phòng FC (cedido) |
| 2025–     | Ninh Bình FC            |

### Selección nacional
A nivel de selecciones menores jugó tres partidos para Vietnam en el Campeonato Sub-23 de la AFC 2018. Debutó con Vietnam en la victoria por 3–0 sobre Birmania el 3 de enero de 2023 por el Campeonato de la AFF 2022, partido en el que anotó su primer gol internacional.

## Logros

### Club
- V.League 2: 2018

### Selección nacional
- ASEAN Championship: 2024
- VFF Cup: 2022